# Qazaqstan Kubogy 2007
La Qazaqstan Kubogy 2007 è stata la 16ª edizione della Coppa del Kazakistan. Il torneo è iniziato il 21 marzo 2007 e si è concluso il 29 novembre successivo.

## Primo turno
Gli incontri si sono disputati tra il 21 marzo e il 14 aprile 2007.
| Squadra 1          | Risultato | Squadra 2               |
| ------------------ | --------- | ----------------------- |
| Aqjaıyq            | 2 - 0     | Jastar                  |
| Gornıak Hromtaý    | 0 - 1     | Kaspıı                  |
| Qaýsar-Jas         | 1 - 3     | Ordabası-2              |
| Cesna              | 3 - 2     | Jetisw-2                |
| Qazaqmıs           | 1 - 0     | Şaxter-Yunost'          |
| Avangard Petropavl | 2 - 0     | Tobıl-2                 |
| Raxat              | 2 - 1     | Aqsý Stepnogorsk        |
| Batır              | 2 - 0     | Bolat                   |
| Semeı              | 3 - 2     | Ertis-2                 |
| Énergetïk          | 2 - 0     | Vostok-2                |
| Megasport          | -         | Qaýrat Sportakademiyası |

## Sedicesimi di finale
Gli incontri si sono disputati tra il 16 e il 19 aprile 2007.
| Squadra 1          | Risultato       | Squadra 2         |
| ------------------ | --------------- | ----------------- |
| Semeı              | 0 - 2 (dts)     | Ekibastuzes       |
| Batır              | 0 - 2 (dts)     | Taraz             |
| Aqjaıyq            | 0 - 4           | Aqtöbe            |
| Kaspıı             | 1 - 2           | Qaisar            |
| Ordabası-2         | 2 - 5           | Jetisý            |
| Cesna              | 2 - 3           | Astana 1964       |
| Qazaqmıs           | 0 - 2 (dts)     | Tobyl             |
| Avangard Petropavl | 1 - 2           | Qairat            |
| Raxat              | 2 - 3           | Oqjetpes          |
| Énergetïk          | 1 - 1 (4-5 dtr) | Shahter Qaraǵandy |
| Megasport          | 2 - 1           | Almaty            |
| Qarasaý Sarbazdarı | 0 - 5           | Esil-Bogatyrʹ     |
| Aqtóbe-Jas         | 1 - 2           | Atyrau            |
| Jambıl             | 0 - 4           | Ordabasy          |
| Asbest             | 0 - 3           | Ertis             |
| Munaıshy           | 0 - 3           | Vostok Óskemen    |

## Ottavi di finale
Gli incontri si sono disputati tra l'8 e il 9 maggio 2007.
| Squadra 1         | Risultato       | Squadra 2      |
| ----------------- | --------------- | -------------- |
| Aqtöbe            | 4 - 0           | Jetisý         |
| Taraz             | 1 - 4           | Tobyl          |
| Shahter Qaraǵandy | 3 - 2           | Atyrau         |
| Qaisar            | 2 - 1           | Esil-Bogatyrʹ  |
| Astana 1964       | 2 - 2 (3-5 dtr) | Ekibastuzes    |
| Megasport         | 1 - 0 (dts)     | Ertis          |
| Ordabasy          | 2 - 0           | Vostok Óskemen |
| Qairat            | 2 - 0           | Oqjetpes       |

## Quarti di finale
Gli incontri si sono disputati tra il 3 e il 26 settembre 2007.
| Squadra 1   | Totale      | Squadra 2         | Andata | Ritorno |
| ----------- | ----------- | ----------------- | ------ | ------- |
| Tobyl       | 3 - 1       | Aqtöbe            | 3 - 1  | 0 - 0   |
| Qaisar      | 1 - 1 (gfc) | Shahter Qaraǵandy | 0 - 0  | 1 - 1   |
| Qairat      | 0 - 1       | Ordabasy          | 0 - 1  | 0 - 0   |
| Ekibastuzes | 2 - 1       | Megasport         | 0 - 0  | 2 - 1   |

## Semifinali
Gli incontri si sono disputati tra il 23 ottobre e il 7 novembre 2007, su campo neutro.
| Squadra 1   | Risultato       | Squadra 2 |
| ----------- | --------------- | --------- |
| Ekibastuzes | 1 - 1 (3-5 dtr) | Ordabasy  |
| Qaisar      | 1 - 2           | Tobyl     |

## Finale
| Arbitro: | Slambekov (Almaty) |

|  |           |                                   |
|  | Marcatori | 28’, 62’ (rig.) Baltıev 69’ Yurïn |